# Латинский эпсилон
Ɛ, ε (эпсилон/открытая E) — буква расширенной латиницы, входящая в африканский алфавит и МФА. Обозначает неогублённый гласный переднего ряда средне-нижнего подъёма. В паннигерийском алфавите соответствует букве Е с точкой снизу (Ẹ).

## Использование
Была использована Айзеком Питманом в Фонотипическом алфавите 1845 года для обозначения звука [eɪ]. В варианте 1847 года её значение было переопределено, она стала обозначать [iː] (англ. ee).
Впервые появилась в МФА в версии 1888 года в её современном значении и оставалась неизменной при всех последующих пересмотрах МФА.
Используется в Уральском фонетическом алфавите в том же значении с 1901 года.
Использовалась в Африканском алфавите, Африканском эталонном алфавите, Алфавите для национальных языков Бенина, Научном алфавите для языков Габона (версия 1989 года; в 1999 году заменена на e̲) и в алфавитах африканских языков, основанных на них.

### Языки, в которых используется буква
- Адангме
- Акан
- Бамана
- Баса
- Га
- Гбе
- Дуала
- Дьюла
- Йоруба
- Лингала
- Масайский язык
- Медумба
- Наудм
- Нзима
- Чви
- Эве
- Эвондо
- Комокс
- Кабильский язык
- Тамазигхтские языки
- Шильхские языки

## Примеры
- Ɛwɛgbɛ (эвегбе) — язык эве
- Ɛsita (эсита) — восток (язык лингала)